# Vladimír Hajdu
Vladimír Hajdu, přezdívaný Ady Hajdu, (* 5. srpna 1963 Bratislava) je slovenský filmový, televizní a divadelní herec.

## Život
V roce 1987 absolvoval herectví na Vysoké škole múzických umění v Bratislavě. V letech 1987–1990 hrál v Divadle pro děti a mládež v Trnavě a od roku 1990 hraje v divadle Astorka Korzo '90.
Je ženatý, má dvě děti.

## Filmografie

### Film
- 1985 Štvrtá hlava draka (TV film) – role: zbojník
- 1985 Návrat (TV film) – role: Milan Kalina
- 1985 Kára plná bolesti (TV film) – role: voják
- 1986 Mahuliena, zlatá panna – role: Ján
- 1986 Chlapec do náručia (TV film) – role: Simon
- 1987 Portrét Doriana Graya (TV film) – role: ?
- 1988 Mercadet (TV film) – role: de la Brive
- 1989 Chodník přes Dunaj – role: František Ticháček
- 1990 Let asfaltového holuba – role: mladík
- 1991 Havran (TV film) – role: kráľ Millo
- 1992 Romulus Veľký (TV film) – role: Aemilian
- 1993 Slepý Geronimo a jeho brat (TV film) – role: Carlo
- 1994 Vášnivé známosti 2 (v povídce „Poustevník“) – role: ?
- 1994 Na krásném modrém Dunaji – role: Ady
- 1994 Diagnóza: vajíčko (TV film) – role: Emil Magis
- 1996 Prášky na spanie (TV film) – role: Bušo
- 1998 Rivers of Babylon – role: Video-Urban
- 2000 Chaos (TV film) – role: Kozakov
- 2001 Když děda miloval Ritu Hayworthovou – role: Kuba
- 2002 Kruté radosti – role: Gabriel
- 2002 Útěk do Budína – role: doktor
- 2003 Nevěrné hry – role: Andrej
- 2003 Dlhá krátka noc (TV film) – role: Igor
- 2004 Nepohřbený muž – role: Mogyorós
- 2004 O dvě slabiky pozadu – role: Ady
- 2007 Poločas rozpadu – role: Valér
- 2007 Muzika – role: Prokopec
- 2008 Nestyda – role: syn Nory
- 2009 Nedodržený slib – role: Kramer
- 2009 Tango s komáry – role: Karol Deman
- 2011 Love – role: profesor
- 2011 Konfident – role: soused Jozef
- 2014 Krok do tmy – role: Kamil Vlach
- 2014 Jak jsme hráli čáru – role: ředitel školy
- 2016 Masaryk – role: Oskar
- 2017 Únos – role: šéf tajné služby
- 2017 Spievankovo a kráľovná Harmónia – role: Husľový Kľúc
- 2018 Paní Dokonalá (TV film) – role: ?
- 2018 Toman – role: Valerian A. Zorin
- 2018 Důvěrný nepřítel – role: ředitel firmy Berka
- 2018 Čarovný kamínek (TV film) – role: Bendegúz
- 2020 Bourák – role: Zlaťák
- 2021 Jak si nevzít princeznu (TV film) – role: Čeněk
- 2021 Jozef Mak (TV film) – role: hodinár Adus
- 2023 To ty nosíš smůlu, lásko – role: Miro
- 2023 A máme, co jsme chtěli – role: Daniel Varchal
- 2024 Válka policajtů – role: Kabel

### Televize
- 1986 Alžbetin dvor (TV seriál) – role: ?
- 1991 Štúrovci (TV seriál, 1 díl) – role: Ján Kalinčiak
- 2001 Čarovala ryba, aby bola chyba… (TV minisérie, 1 díl) – role: otec Aničky
- 2003 Útěk do Budína (TV seriál, 1 díl) – role: doktor
- 2004 Frankenstein (TV minisérie) – role: druhý lupič
- 2007 Četnické humoresky (TV seriál, 1 díl) – role: Vlado Toša
- 2007–2012 Ordinácia v ružovej záhrade (TV seriál, 70 dílů) – role: Peter Vaško
- 2008 Panelák (TV seriál) – role: ?
- 2012 Druhý život (TV seriál, 64 dílů) – role: Roman Richter
- 2013 Chlapi neplačú (TV seriál) – role: Sveťo Malatinský
- 2014 Kolonáda (TV seriál, 11 dílů) – role: Richter
- 2015 Kolabs (TV seriál, 12 dílů) – role: ?
- 2015 Doktor Martin (TV seriál, 1 díl) – role: Karel Dobiáš
- 2015 Tajné životy (TV seriál, 9 dílů) – role: ?
- 2017 Marie Terezie (TV minisérie, 2 díly) – role: obchodník
- 2018 Sestričky (TV seriál, 1 díl) – role: ?
- 2018 Milenky (TV seriál, 6 dílů) – role: kolega Kristíny
- 2018 Jsem máma (TV seriál, 6 dílů) – role: Majko Bauman
- 2019 Websterovi (TV seriál, 1 díl) – roli: školník
- 2020 Bola raz jedna škola (TV seriál, 10 dílů) – role: ?
- 2020 Poldové a nemluvně (TV seriál) – role: Anton Mikula
- 2023 Vítěz (TV seriál, 6 dílů) – role: Viktor Hudák
- 2023 Prokurátorka (TV seriál) – role: ?
- 2023 Dunaj, k vašim službám (TV seriál, 62 dílů) – role: Ernest Almásy
- 2024 Čas nádejí (TV seriál, 6 dílů) – role: doktor Weiner
- 2025 Dotyk života (TV seriál, 3 díly) – role: Vlado Kamenický

## Ocenění
- 2001: Divadelní cena sezóny – DOSKY za Nejlepší mužský herecký výkon sezóny za postavu Vikomta Valmonta v inscenaci Kvarteto v divadle Astorka Korzo '90[4]
- 2024: Slnko v sieti za Nejlepší mužský herecký výkon v hlavní roli ve filmu A máme, co jsme chtěli (nominace)